# Ana Paula de Alencar
Ana Paula de Alencar (30 de junho de 1992) é uma ginasta brasileira que compete na seleção de ginástica rítmica. 
Ela já representou o Brasil em diversas competições internacionais. Competiu em campeonatos do mundo, como no Campeonato Mundial de Ginástica Rítmica de 2010.
Competiu nos Jogos Sul-Americanos de 2010, em Medellín e integrou também a delegação brasileira que participou dos Jogos Pan-Americanos de 2011, em Guadalajara.